# ロミー・ケルマー
ロミー・ケルマー（ドイツ語: Romy Kermer, 1956年7月28日 - ）は、東ドイツ出身の女性フィギュアスケート選手(ペア)。パートナーはのちに夫となるロルフ・エステルライヒ、タシーロ・ティールバッハ。
1976年インスブルックオリンピック銀メダリスト。

## 経歴
- 当初、タシーロ・ティールバッハと組んでいたが、1972-73年シーズンよりロルフ・エステルライヒとペアを組む。
- 1974年世界フィギュアスケート選手権で3位。
- 1976年インスブルックオリンピックで銀メダルを獲得。
- 引退後、エステルライヒと結婚。現在はコーチとして活動を続けている。

## 主な戦績
| 大会/年        | 1972-73 | 1973-74 | 1974-75 | 1975-76 |
| -------------- | ------- | ------- | ------- | ------- |
| オリンピック   |         |         |         | 2       |
| 世界選手権     | 5       | 3       | 2       | 2       |
| 欧州選手権     | 6       | 2       | 2       | 2       |
| 東ドイツ選手権 | 1       | 2       | 1       | 1       |

戦績はロルフ・エステルライヒと組んで以降。